# ديفيد لويس (عالم نفس)
ديفيد لويس (بالإنجليزية: David Lewis)‏ هو عالم نفس بريطاني، ولد في 6 أبريل 1942 في فرنسا.